# Евкратид II
Евкратид II с прозвището Сотер, е владетел на Гръко-бактрийското царство от динстията на Евкратидите. Управлява ок. 145 – 140 пр.н.е. Син и наследник на Евкратид I.
Наследява за няколко години баща си в Бактрия, преди да бъде свален при последвалата гражданска война и сменен от Хелиокъл I, навярно негов брат или друг сродник. Близо десетилетие след свалянето на Евкратид II, Бактрия е нападната и завладяна от северното номадско племе юеджи (тохари), което приключва управлението на гръцките царе.